# 韦罗拉韦基亚
韦罗拉韦基亚（義大利語：Verolavecchia），是意大利布雷西亚省的一个市镇。总面积20平方公里，人口3915人，人口密度195.8人/平方公里（2009年）。国家统计（ISTAT）代码为017196。